# Laukna
Laukna – wieś w Estonii, w prowincji Rapla, w gminie Märjamaa.